# سیارک ۶۳۱۵۶
سیارک ۶۳۱۵۶ (به انگلیسی: 63156 Yicheon، نامگذاری:2000XQ44) شصت و سه هزار و صد و پنجاه و ششمین سیارک کشف شده‌است که در ۵ دسامبر ۲۰۰۰ کشف شد.